# 2000년 하계 올림픽 불가리아 선수단
2000년 하계 올림픽 불가리아 선수단은 오스트레일리아 시드니에서 열린 2000년 하계 올림픽에 참가한 불가리아 선수단이다.

## 육상

### 남자
남자 100m
- 페트코 얀코프
  - 1라운드 — 10.63초 (→진출 실패)

남자 200m
- 페트코 얀코프
  - 1라운드 — 20.91초
  - 2라운드 — 20.5초 (→진출 실패)

### 여자
여자 100m
- 페티야 펜다레바
  - 1라운드 — 11.30초
  - 2라운드 — 11.36초 (→진출 실패)